# Croix La Beigne
La Croix La Beigne ou Croix la Motte est un tumulus surmonté d'une croix située à Sainte-Savine, en France.

## Localisation
Le tumulus est situé sur la commune de Sainte-Savine, dans le département français de l'Aube.

## Historique
L'édifice est classé au titre des monuments historiques en 1965.
La propriété du tumulus qui était anciennement la propriété de l'État, Ministère de la culture, a été transférée à la commune par une convention signée le 8 janvier 2008.